# Sunetul muntelui (roman)
Vuietul muntelui, roman scris de scriitorul japonez Yasunari Kawabata, publicat pentru prima dată în limba japoneză în anul 1954, sub titlul Yama no oto. Prima ediție publicată în românește a fost la Editura Minerva în anul 1973, în același volum cu romanul Stol de păsări albe. Cea de-a doua ediție a fost publicată de către Editura Humanitas în anul 2000, făcând parte din colecția „Cartea de pe noptieră”. O traducere direct din limba japoneză sub titlul Sunetul muntelui a apărut în 2010 în aceeași colecție la Editura Humanitas, în traducerea lui George Șipoș.

## Rezumat
Autorul aduce în prim-plan trăirile cele mai intime ale unui bărbat în vârstă, inclusiv sexualitatea sa restantă. Ca peste tot în opera lui Kawabata, femeia, în ciuda frumuseții, a fragilității ei, sau poate tocmai din această pricină, este înfățișată în postura subordonată a ființei capabile de un devotament nemărginit, dar nerăsplătită de fidelitatea masculină care i s-ar cuveni. Pe fundalul unui decor senin, echilibrat, al naturii, aparent indiferente la frământările oamenilor, este strecurată cu măiestrie neliniștea personajelor. 
Naratorul romanului îl găsim în persoana lui Shingo Ogata, cuprins de o spaimă nelămurită, de prevestiri care îl copleșesc treptat și îl cufundă în melancolie. Epicul, plasat după cel de-al doilea război mondial, se desfășoară atât în casa lui Shingo din Kamakura cât și în Tokyo, locul unde Shingo, împreună cu fiul său, Shuichi, lucrează la aceeași întreprindere. Încă din primele pagini autorul introduce personajele principale ale romanului: Yasuko, soția scundă și robustă a lui Shingo, în vârstă de 62 de ani; Fusako, sora lui Shuichi, precum și pe Kikuko, soția lui Shuichi.
Romanul este presărat de imagini din trecut pe care Shingo și le amintește cu ocazia unor stimuli prezenți, cât și de reflecțiile și meditațiile lui îndreptate asupra naturii și lumii înconjurătoare. Astfel, cireșul înflorit, croncănitul unui uliu, înălțimea pinilor, dangătul clopotelor, zborul păsărilor pot fi pentru bătrân tot atâtea elemente impresionante ale naturii, realizând pentru cititor adevărate poeme în proză.
Un loc aparte îl ocupă visele acestui om, care, influențate de atracția lui din tinerețe pentru sora soției lui, trezesc în sufletul lui Shingo, poate pentru ultima oară, simțăminte erotice. Întotdeauna neclare, visele lui Shingo pornesc de la puternica atracție pe care o simte față de nora sa, Kikuko. Dorind să înlocuiască soțul, care își petrecea timpul cu amanta din Tokyo, soția fiului său devine pentru Shingo o prezență fără de care viața lui nu mai poate continua. Sentimentul reciproc pe care Kikuko îl nutrește față de Shingo, îl va determina pe bătrân să încurajeze, până la un anumit punct, relația fiului său cu amanta.
Seria portretelor feminine din opera lui Kawabata este continuată în “Vuietul muntelui” prin Kikuko, de altfel centrul luminos al romanului. Kawabata vede în ea o fragilitate și nevinovăție dublate de o infirmă capacitate de a îndura, modestă și tăcută, orice. Drama nespectaculoasă a lui Kikuko aduce o notă de poezie acestui roman al nerealizării. Măritată de numai doi ani, Kikuko suportă grosolăniile unui soț insensibil, dar, despre gândurile ei autorul nu ne spune aproape nimic.
Complicațiile în sânul familiei apar o dată cu reîntorcerea în familia natală a fiicei, Fusako, împreună cu cei doi copii ai săi, în urma despărțirii și mai apoi a divorțului acesteia de soț. Kawabata creionează caracterul lui Fusako în opoziție cu cel al lui Kikuko. Neglijată de tată ei, părăsită de soț, în sufletul lui Fusako vor crește sentimente de ură atât față de tatăl ei cât și față de cumnata sa. Aflând de avortul norei sale și de copilul pe care-l aștepta amanta fiului său, Shingo își dă seama că poate chiar el este cel care a împins lucrurile la un astfel de rezultat tragic. 
O vagă neliniște acompaniază în subsol întreg romanul. Visele cu morți și visele erotice ale bătrânului, ca și obsesiile lui de peste zi traduc o anxietate latentă, care se insinuează în fiecare pagină. Shingo simte că îmbătrânește, că i se aproprie sfârșitul. Memoria îi joacă feste, somnul îi devine din ce în ce mai agitat, pune întrebări care par “bizare” în ochii familiei. Comunicând, deci, mai bine cu natura înconjurătoare decât cu ființele umane de lângă el, Shingo aude vuietul muntelui: “Un vuiet ca al vântului îndepărtat, însă un zgomot de o forță adâncă, un muget pornit din măruntaiele pământului.” Pentru el vuietul muntelui devine o chemare obscură către lumea de dincolo: “Îl străbătu un fior, ca și cum ar fi fost anunțat că moartea era pe-aproape.” 
Tatăl nu-și înțelege fiul, fiul își neglijează nevasta, nora se simte mai aproape de tatăl soțului ei decât de toți ceilalți, o fiică se simte neglijată, o amantă este, dacă vrea - dar nu vrea, mai puternică decât o familie. Un bărbat aude vuietul muntelui, care acoperă și stinge vuietul familiei. Sau poate că vuietul familiei își găsește ecou în vuietul îndepărtat al muntelui.  